# Духовный совет езидов
Духовный совет езидов  Грузии (ДСЕГ) (на груз. ეზიდთა სასულიერო საბჭო საქართველოში, на курд. Şêwrdariya Ruhaniya Êzdiyan li Gurcistanê; на англ. Spiritual Council of the Yezidis in Georgia) — организация, основанная в 2011 году и зарегистрированная в качестве юридического лица публичного права. Такого статуса езидские религиозные организации не имеют больше нигде в мире. ДСЕГ является организацией регионального масштаба, признана грузинским государством и духовенством Лалеша. Осуществляет религиозную, духовно-просветительскую и культурную деятельность. Резиденция находится при храме Эзида в Тбилиси.
Согласно уставу и конституции, ДСЕГ является независимой религиозной организацией. В 2020 г.  введена религиозная единица "Ахтиарат Грузии", следовательно, введен сан Ахтийара - главы ахтийарата. Данное введение  было осуществлено с одобрения и благословления Духовного лидера езидов Ахтийара Маргахи, Баба шейха Хато Хаджи Исмаила.
Организацию возглавляли: с 2011 по 2014 год — шейх Надр Алоян; с 2014—н. в. — Пир Дима (Дмитрий Пирбари).

## Структура организации

Храм Эзида в Тбилиси и Культурный Центр при нём

Структура ДСЕГ состоит из двух звеньев.
Первое звено
- Члены ДСЕГ
- Совет священнослужителей
- Глава ДСЕГ  и председатель Совета священнослужителей (Ахтийар)
- Правление (диван) из 7 человек
- Председатель правления

Второе звено
- Прихожане (паства)
- Совет старейшин
- Культурный центр
- Центр езидских исследований

## Деятельность
С 2011 года организация ведет духовно-просветительскую деятельность, а именно организует курсы языка, истории и религии, а также поездки паломников в Лалеш. Издает книги, брошюры и календари, проводит религиозные, культурные и просветительские мероприятия, в том числе ежедневную службу и еженедельную проповедь в храме. При содействии грузинских властей с 2014 года члены ДСЕГ ежегодно во время езидских праздников посещают в тюрьмах заключенных езидского происхождения.
ДСЕГ входит в Совет религий при Центре толерантности, действующий при Народном защитнике Грузии, сотрудничает с Государственным агентством по вопросам религий.
После геноцида езидов в Ираке 2014 г. ДСЕГ ведет активную деятельность в деле ознакомления общественности и мирового сообщества о бедственном положении езидского населения в Ираке.

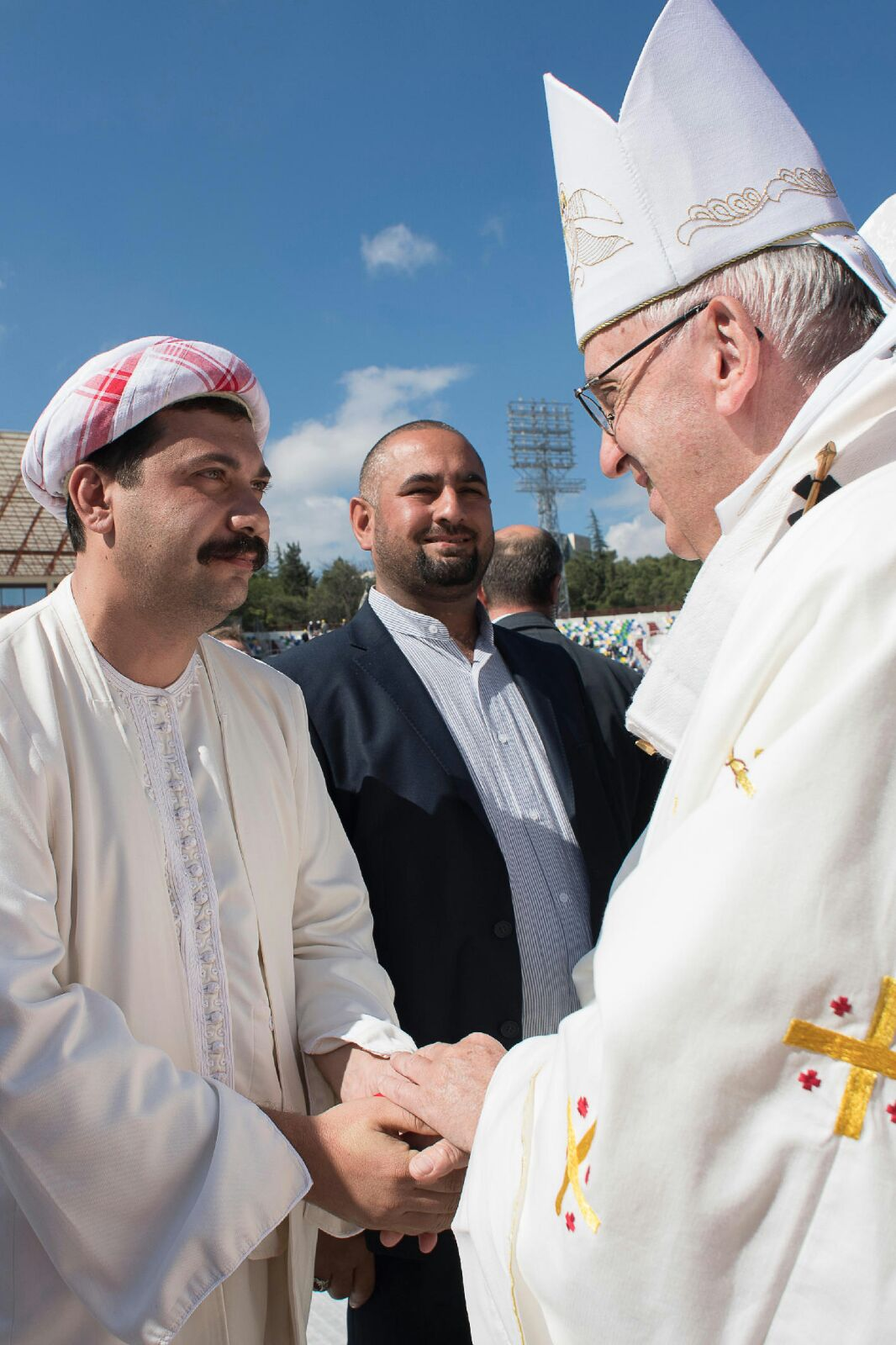
Глава ДСЕГ Дмитрий Пирбари и Папа Римский Франциск

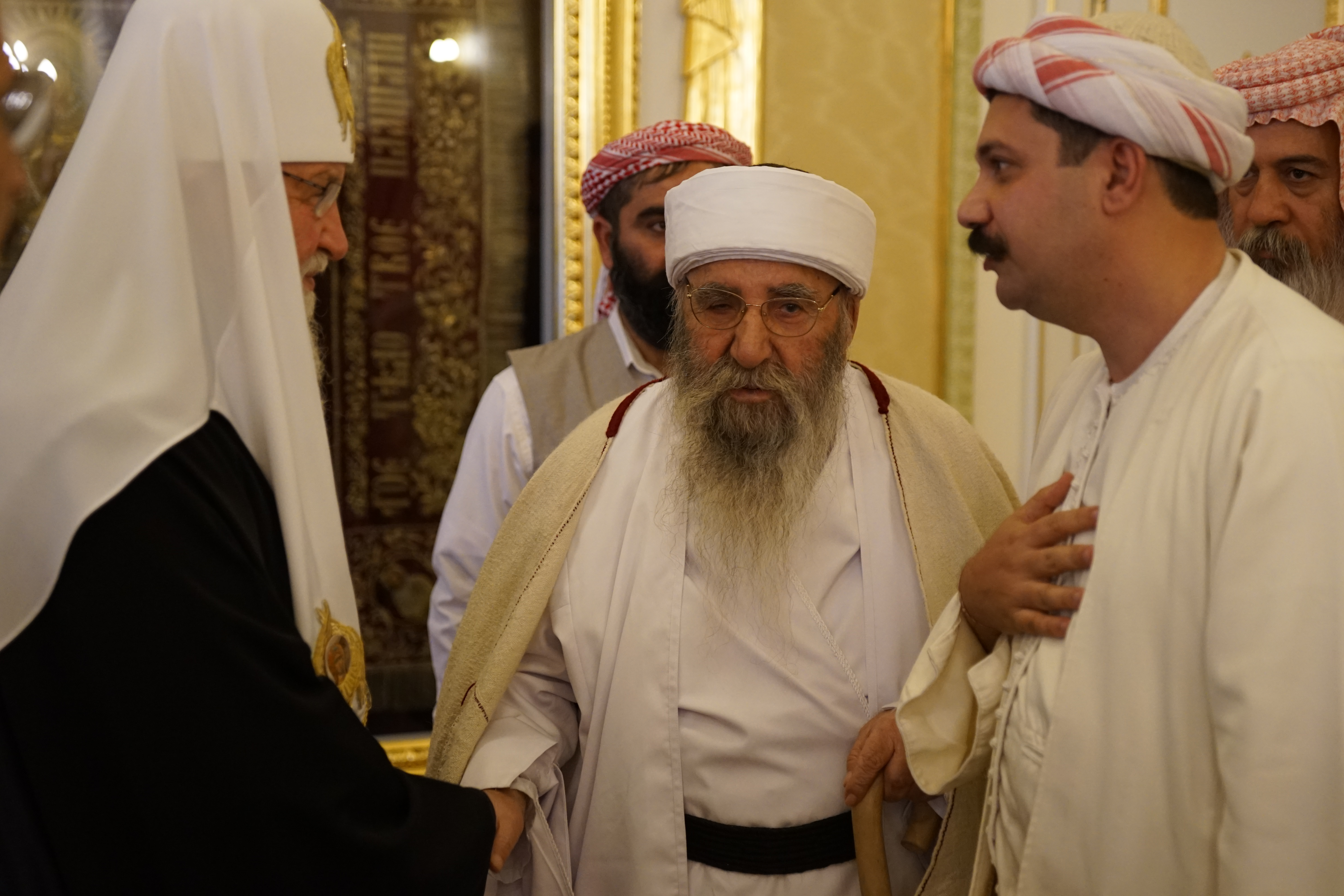
Патриарх Московский и всея Руси Кирилл (слева), Духовный лидер езидов Баве Шейх и глава ДСЕГ Дмитрий Пирбари (справа)

Организация наладила дружеские отношения с духовными лидерами разных религий, как в Грузии, так и за ее пределами. ДСЕГ организовал встречи высших езидских иерархов с Папой Римским Франциском, а в 2011 был организован визит езидских духовных лидеров в Грузию, где состоялась историческая встреча с Католикосом-Патриархом всея Грузии Илией II. Саму духовную делегацию езидов Грузии под руководством Дмитрия Пирбари принимали Католикос-Патриарх всея Грузии Илия II (2016), Католикос всех армян Гарегин II (2015), Вселенский Патриарх Варфоломей (2016), митрополит Волоколамский Иларион (2016), а при посещении езидского храма в 2016 г. состоялась историческая встреча членов ДСЕГ с личным представителем Систани, аятоллой Шахрестани.
19 октября 2018 года Духовный совет езидов в Грузии организовал визит делегации Высшего Духовного совета езидов в Москву и встречу с Патриархом Московским и всея Руси Кириллом. Это была историческая встреча, так как за 200 лет русско-езидских отношений впервые состоялась встреча Высшего духовенства езидов с Главой РПЦ.
Специалисты связывают успех организации с авторитетом главы ДСЕГ Дмитрием Пирбари. Известный европейский ученый-езидолог Артур Роджевич отмечает: «Самая значительная фигура езидской диаспоры Закавказья — глава Духовного совета езидов в Грузии Дмитрий Пирбари, известный также как Пир Дима. С юного возраста он пользуется огромным авторитетом: проводит религиозные церемонии (праздники, проповеди, свадьбы и похороны); организует образовательные и общественные мероприятия; заботится о поддержании хороших связей с езидским духовенством Ирака, грузинскими властями и Церковью. Благодаря его усилиям езиды имеют всё более сильную позицию в Грузии. Учитываются их праздники, которые отмечены в календарях, изданных государством, а в Тбилиси установлены мемориальные доски, посвященные почетным деятелям культуры из этого сообщества». Отмечается, что деятельность организации приводит к возрождению езидской религии в Грузии. Ученый-востоковед из Бамбергского университета (Германия) Маджид Хасан провел исследование жизни езидов Грузии и назвал ДСЕГ революционным проектом в деле возрождения езидской религии.
В 2017 году ДСЕГ учредил награду «АМАКДАР» и вручает лицам, помогающим и содействующим сохранению и развитию езидской религии. В том же году Духовный совет езидов в Грузии подал властям страны ходатайство для выделения участка земли на Лоткинском городском езидском кладбище в Тбилиси для строительства еще одной езидской святыни.

## Критика
Создание ДСЕГ привело к институционализации езидской религии в Грузии, что понравилось не всем езидским шейхам и пирам Грузии. Раньше они могли трактовать различные постулаты езидизма по своему усмотрению и не были ничем ограничены. Со временем эти шейхи и пиры стали выступать против ДСЕГ и активно критиковать ее деятельность, пытаясь вернуть все в то состояние, которое было до момента регистрации организации. Также ДСЕГ подвергается критике со стороны различных прокурдских езидов, а также езидских членов курдских партий за отказ проводить их политику в отношении езидского населения Грузии и за отдаленность от курдских партий.